# Прапор Слов'янського району
Пра́пор Слов'я́нського райо́ну — офіційний символ Слов'янського району Донецької області, затверджений 23 червня 1999 року рішенням сесії Слов'янської районної ради.

## Опис
Прапор являє собою прямокутне полотнище, що має співвідношення ширини до довжини 1:2, яке поділене на три кольорові частини: одна з яких — зелена у вигляді трикутника, основа якого (від древка) дорівнює ширині прапора, а вершина розташована у центрі прапору на половину його довжини. Інша частина полотнища розділена горизонтально на дві рівні за площею частини: верхня — блакитна, а нижня — жовта. На фоні зеленого трикутника стилізовано відображено в золоті сонце з обличчям, обрамлене знизу двома колосками пшениці того ж кольору, які перенесені з гербу району, як основний його елемент.

## Символіка
- Блакитний колір символізує чисте небо й мир.
- Жовтий колір — зернове поле і добробут.
- Зелений — символ розвинутого сільського і лісового господарств, багатої заповідної флори, надії на краще майбутнє.
- Сонце — життя, джерело тепла і світла для усього живого.
- Колосся означає основну сільськогосподарську культуру району — пшеницю.